# Cannone da 75/32 modello 37
Cannone da 75/32 modello 37 var en italiensk feltartilleri kanon, som blev brugt under 2. verdenskrig. Betegnelsen angiver, at der var tale om et våben med en kaliber på 75 mm og at løbet havde en længde af 32 gang kaliberen. Det blev indført i 1937.

## Historie
Cannone da 75/32 blev designet af Ansaldo og de første eksemplarer blev fremstillet i 1937.
Efter at Italien kapitulerede i 1943 blev eksemplarer, som blev erobret af Tyskland betegnet 7.5 cm FK248(i).